# Representación Central Ucraniano-Brasilera
La Representación Central Ucraniano-Brasilera (en ucraniano: Українсько-Бразилійська
Центральна Репрезентація) es una organización sin fines de lucro que congrega y representa a la comunidad ucraniana brasileña, constituida por aproximadamente 600.000 descendientes, ante los órganos gubernamentales de Brasil y Ucrania.
Tiene su sede central en la ciudad de Curitiba, capital del Estado de Paraná y su jurisdicción se extiende a todo el territorio de Brasil.

## Misión
La Representación Central Ucraniano-Brasilera tiene como misión representar ante las autoridades e instituciones públicas y privadas, en Brasil y en el exterior, a la comunidad ucraniano-brasileña. Además de asesorar, colaborar y participar con las entidades de la comunidad ucraniana en la promoción de la cultura, la defensa y conservación del patrimonio histórico y artístico, colaborando en el fortalecimiento de las relaciones entre los pueblos y gobiernos de Brasil y Ucrania, así como en las relaciones y el intercambio entre las comunidades ucranianas de la diáspora.

## Miembros
La Representación Central Ucraniano-Brasilera está constituida por diferentes Sociedades y Grupos Folclóricos Ucranianos del sur de Brasil.

### Sociedades
- Sociedad Ucraniana de Brasil (SUBRAS)
- Sociedad de los Amigos de la Cultura Ucraniana
- Sociedad Ucraniana Unificación
- Club Poltava
- Asociación de la Juventud Ucraniana Brasileña (AJUB)

### Grupos folclóricos
- Grupo Folclórico Ucraniano Barvinok (Curitiba, Paraná)
- Grupo Folclórico Ucraniano Poltava (Curitiba, Paraná)
- Grupo Folclórico Ucraniano Vesselka (Prudentópolis, Paraná)
- Grupo Folclórico Ucraniano Kalena (União da Vitória, Paraná)
- Grupo Folclórico Ucraniano Sonhachnek (Cascavel, Paraná)
- Grupo Folclórico Ucraniano Spomen (Mallet, Paraná)
- Grupo Folclórico Ucraniano Solovey (Canoas, Rio Grande do Sul)
- Grupo Folclórico Ucraniano Kyiv (São Caetano do Sul, São Paulo)
- Grupo folclórico Ucraniano Vesná (Mafra, Santa Catarina)
- Grupo Folclórico Ucraniano Fialka (União da Vitória, Paraná)